# André Godard
André Godard (Chaumont, 21 gennaio 1881 – Parigi, 31 luglio 1965) è stato un archeologo, architetto e storico dell'arte francese, specializzato nell'arte del Medio Oriente. Fu direttore dell'Iranian Archeological Service (IAS) (Edāre-ye kol-e 'atiqāt).

## Biografia
Dopo la laurea alla École nationale supérieure des beaux-arts di Parigi, studiò archeologia del Medio Oriente, in particolare dell'Iran, e successivamente divenne noto per aver allestito il Museo Nazionale dell'Iran, divenendone il primo direttore nel 1936. Fu anche incaricato della progettazione del campus dell'Università di Teheran.
Fece il suo primo viaggio in Medio Oriente nel 1910 con Henri Violle. Insieme, iniziarono a scavare le antiche rovine di Samarra, nel moderno Iraq. Le rovine furono poi completamente scavate, alcuni anni dopo, dall'archeologo di origine tedesca Ernst Herzfeld. Godard tornò ai suoi studi di architettura nel 1912, concentrandosi sull'architettura islamica dell'Egitto.
Dopo la prima guerra mondiale, Godard sposò Yeda Reuilly. Venne fondata la delegazione di archeologia francese in Afghanistan nel 1922, così Godard e sua moglie si recarono in regioni non ancora scavate in precedenza. Essi, di conseguenza studiarono Bâmiyân, che fu successivamente permesso di esporre presso il santuario centrale buddista del Museo Guimet, nel 1925.
Nel 1928, a Godard venne affidata la direzione dei Servizi archeologici iraniani, da parte di Reza Shah Pahlavi. Questo nuovo ente doveva segnare la fine del monopolio francese negli scavi in Iran. Come tale, Godard si concentrò sulla politica di conservazione, e ne divenne direttore dal 1928 al 1953, e poi di nuovo dal 1956 al 1960. Reza Shah Pahlavi lo nominò poi direttore del Museo Nazionale dell'Iran (Muze-ye Iran-e Bastan).
Durante la sua direzione, Godard fu responsabile del restauro di importanti monumenti storici dell'Iran, come la Moschea del Venerdì, la Moschea dello Scià e la Moschea dello sceicco Lotfollah di Esfahan, tra gli altri. Adempiendo ai suoi incarichi di amministratore, organizzò grandi scavi che portarono alla luce i bronzi del Luristan consentirono grandi scoperte a Persepoli e ad Esfahan. E fu anche strumentale, insieme al collega architetto Maxime Siroux, nella progettazione della Biblioteca Nazionale dell'Iran, della tomba di Hafez e del Central Pardis, il principale campus dell'Università di Teheran.
Durante la seconda guerra mondiale, si oppose al governo di Vichy della Francia e quando i rappresentanti diplomatici di Vichy vennero espulsi da Teheran nel 1942, contribuì a formare il comitato Francia libera e poi diventò il rappresentante ufficiale diplomatico del Governo provvisorio della Repubblica francese a Teheran. In questo periodo la moglie Yedda organizzò un programma di informazione radio Francia libera che fu trasmesso alla radio persiana.
Godard tornò a Parigi nel 1960, dove continuò a scrivere sull'arte dell'Iran. Morì a Parigi il 31 luglio 1965.